# Halász Alfréd (színművész, 1882–1963)
Halász Alfréd, Deutsch (Budapest, 1882. július 21. – Budapest, Terézváros, 1963. június 11.) színész, színházigazgató.

## Életútja
Deutsch Mór és Fischer Antónia fiaként született. Színinövendék volt a Vígszínház iskolájában, 1897. októbertől, majd egy év után elszerződött Havi Lajos színtársulatához. Azután Jeszenszky, Micsey, Kövessy társulatának volt tagja és mindenütt, mint kardalnok elsőrendű szerepeket játszott. Pozsonyban Relle Iván társulatánál, ahol elismert színészek működtek, szintén jelentékeny szerepeket bíztak rá, majd Szabadkára került és itt Pethes Imre gyakori vendégjátéka hatása alatt, teljesen Pethes iskoláját követte. A nagy művész a fiatal színészt annyira megszerette, hogy amidőn ismét vendégszerepelni jött, különórákat adott neki és különféle szerepekben vizsgáztatta, aminek az eredménye volt, hogy tavasszal, midőn gyakorlati évei lejártak és vizsgázni jött fel az egyesületbe, a vizsgán »Cyrano« nagy jelenetében olyan nagy sikere volt, hogy a Vígszínház leszerződtette a fiatal színészt. Itt szintén szép szerepeket játszott, többek között Góth Sándor helyett Ocskayban Jávorkát. A Vígszínháztól újra vidékre szerződött, Kövessy Albert társulatához, majd Makó Lajos debreceni, később szegedi társulatához, kis idő múlva, 1910-ben, színigazgató lett és 1914. évig társulatot vezetett. Az első világháborúban kint volt a fronton, ahol is rendezett előadást, melyről Molnár Ferenc »Háborús emlékeim« könyvében is megemlékezik. Majd 1918. december 1-én megkezdte újból színigazgatói tevékenységét Csepelen, a »Weiss Manfréd gyári színház«-ban, ahol 1919. november végéig működött, majd a román invázió után beszüntette működését és visszavonult teljesen a színészettől és egy magyar szaklapnál helyezkedett el, azonban a színészegyesület rendes tagja maradt továbbra is. 1907. június 7-én feleségül vette Koltai Juliskát. Halálát szívelégtelenség, szívkoszorúér-elmeszesedés okozta.

## Fontosabb szerepei
- Cyrano (Rostand: Cyrano de Bergerac)
- Jávorka (Herczeg Ferenc: Ocskay brigadéros)